# Chất làm mềm vải
Chất xả vải (hoặc chất làm mềm vải) là một chất làm mềm mà thường được áp dụng cho việc giặt trong suốt chu kỳ xả nước trong máy giặt. Trái ngược với chất tẩy rửa, chất làm mềm vải có thể được coi là một loại chất hỗ trợ giặt sau khi xử lý.

## Cơ chế hoạt động
Giặt máy gây áp lực cơ học lớn lên hàng dệt, đặc biệt là các loại sợi tự nhiên như cotton và len. Các sợi ở bề mặt vải bị bẹp và sờn, và tình trạng này cứng lại trong khi sấy đồ giặt trong không khí, tạo cảm giác khó giặt. Thêm một chất làm mềm vải lỏng vào nước xả cuối cùng (nước xả chu trình xả) sẽ giúp đồ giặt mềm hơn.
Ở Mỹ và Anh, đồ giặt chủ yếu được sấy khô trong máy sấy cơ học, và việc giặt quần áo trong máy sấy có tác dụng làm mềm riêng. Do đó, chất làm mềm vải ở Mỹ và Anh được sử dụng thay vì truyền các đặc tính chống tĩnh điện và mùi dễ chịu cho đồ giặt. Chất làm mềm vải thường ở dạng chất lỏng, được thêm vào máy giặt trong chu trình giũ (bằng chính máy hoặc thông qua việc sử dụng bóng phân phối); hoặc như một tấm sấy được thêm vào đồ giặt ẩm vào đầu chu kỳ máy sấy. Chất làm mềm vải lỏng có thể được thêm vào  bằng tay trong chu trình giũ hoặc tự động nếu máy có bộ phân phối được thiết kế cho mục đích này.
Chất làm mềm vải phủ lên bề mặt vải bằng các hợp chất hóa học được tích điện, làm cho các sợi chỉ "đứng lên" khỏi bề mặt và từ đó tạo ra kết cấu mềm hơn và mịn hơn. Các chất làm mềm cation liên kết bằng lực hút tĩnh điện với các nhóm tích điện âm trên bề mặt sợi và trung hòa điện tích của chúng. Các chuỗi aliphatic dài sau đó xếp hàng về phía bên ngoài của sợi, truyền chất bôi trơn.
Chất làm mềm vải truyền các đặc tính chống tĩnh điện cho vải, và do đó ngăn ngừa sự tích tụ điện tĩnh trên sợi tổng hợp, từ đó loại bỏ sự bám vào vải trong quá trình xử lý và mặc, loại bỏ tiếng ồn và loại bỏ việc thu hút bụi. Ngoài ra, chất làm mềm vải làm cho vải dễ ủi hơn và giúp giảm nếp nhăn trong quần áo. Ngoài ra, chúng làm giảm thời gian sấy để năng lượng được tiết kiệm khi đồ giặt được làm khô được sấy khô. Cuối cùng nhưng không kém phần quan trọng, các chất này cũng có thể tạo ra một mùi thơm dễ chịu cho đồ giặt.